# آنی (فیلم ۲۰۱۴)
آنی (انگلیسی: Annie) فیلمی در ژانر موزیکال و کمدی-درام به کارگردانی ویل گلوک است که در سال ۲۰۱۴ منتشر شد.

## بازیگران
- آدواله آکینویه آگباجه
- اشتون کوچر
- بابی کاناول
- کامرون دیاز
- جیمی فاکس
- میلا کونیس
- پاتریشیا کلارکسون
- کونزنی والیس
- رز بیرن
- سیا فارلر
- ریانا
- دانیل فلاهرتی